# NGC 923
NGC 923 je galaksija u zviježđu Andromeda.

## Vanjske poveznice
- SEDS: NGC 923